# Rossemaison
Rossemaison é uma comuna da Suíça, situada no distrito de Delémont, no cantão de Jura. Tem 1,98 km² de área e sua população em 2018 foi estimada em 634 habitantes.